# Synodites
Synodites is een geslacht van insecten uit de orde vliesvleugeligen (Hymenoptera) en de familie Ichneumonidae.

## Soorten
- S. alpigenator Aubert, 1998
- S. amoenus (Roman, 1909)
- S. basilicus (Davis, 1897)
- S. breviusculus (Fonscolombe, 1849)
- S. breviventris (Gravenhorst, 1829)
- S. canadensis (Harrington, 1894)
- S. carinatus (Holmgren, 1857)
- S. consors (Davis, 1897)
- S. decipiens (Woldstedt, 1877)
- S. discolor (Holmgren, 1857)
- S. erosus (Holmgren, 1857)
- S. facialis (Thomson, 1894)
- S. fasciellus (Holmgren, 1857)
- S. franconiaensis (Davis, 1897)
- S. genalis (Habermehl, 1925)
- S. hilaris (Woldstedt, 1880)
- S. humeralis (Gravenhorst, 1829)
- S. leucopygus (Holmgren, 1869)
- S. lineiger (Thomson, 1894)
- S. masculinus (Kiss, 1929)
- S. notatus (Gravenhorst, 1829)
- S. olympiae (Ashmead, 1896)
- S. orbitalis (Thomson, 1894)
- S. parviceps (Thomson, 1894)
- S. salinus (Kiss, 1924)
- S. virginiensis (Ashmead, 1890)